# Юрика (Іллінойс)
Юрика (англ. Eureka) — місто (англ. city) в США, в окрузі Вудфорд штату Іллінойс. Населення — 5227 осіб (2020).

## Географія
Юрика розташована за координатами 40°42′51″ пн. ш. 89°16′37″ зх. д. / 40.71417° пн. ш. 89.27694° зх. д. (40.714045, -89.277016).  За даними Бюро перепису населення США в 2010 році місто мало площу 7,95 км², з яких 7,83 км² — суходіл та 0,12 км² — водойми. В 2017 році площа становила 7,02 км², з яких 6,89 км² — суходіл та 0,12 км² — водойми.

## Демографія
Згідно з переписом 2010 року, у місті мешкало 5295 осіб у 1889 домогосподарствах у складі 1266 родин. Густота населення становила 666 осіб/км².  Було 2023 помешкання (254/км²).
Расовий склад населення:
| - 97,3 % — білих - 0,5 % — чорних або афроамериканців - 0,2 % — корінних американців - 0,2 % — азіатів - 0,1 % — вихідців з тихоокеанських островів |

До двох чи більше рас належало 1,5 %. Частка іспаномовних становила 2,1 % від усіх жителів.
За віковим діапазоном населення розподілялося таким чином: 23,5 % — особи молодші 18 років, 58,6 % — особи у віці 18—64 років, 17,9 % — особи у віці 65 років та старші. Медіана віку мешканця становила 35,7 року. На 100 осіб жіночої статі у місті припадало 92,0 чоловіків;  на 100 жінок у віці від 18 років та старших — 84,4 чоловіків також старших 18 років.
Середній дохід на одне домашнє господарство  становив 67 480 доларів США (медіана — 55 337), а середній дохід на одну сім'ю — 87 171 долар (медіана — 74 535). Медіана доходів становила 52 993 долари для чоловіків та 36 204 долари для жінок. За межею бідності перебувало 8,0 % осіб, у тому числі 11,8 % дітей у віці до 18 років та 2,8 % осіб у віці 65 років та старших.
Цивільне працевлаштоване населення становило 2798 осіб. Основні галузі зайнятості: освіта, охорона здоров'я та соціальна допомога — 26,8 %, виробництво — 14,8 %, роздрібна торгівля — 12,9 %.